# 公主 (动画)
《公主》（英語：Princess）是一部由特雷·帕克和马特·斯通创作的Flash动画剧集，他们也是《南方公园》的创作者。该系列讲述了一只拉萨犬的故事。  1999年12月8日，《每日综艺》报道称，帕克和斯通计划制作39个时长3至5分钟的短片。2000年1月，二人宣布他们将对该系列拥有完全的创意和艺术控制权。  该动画短片最初于2001年使用Macromedia Flash制作，并计划在Shockwave上展示。斯通和帕克在提交了前两集后，再未收到Macromedia的回复。  帕克表示，如果有人愿意分发，他们很乐意制作更多剧集，并鼓励有Flash技能的粉丝自己继续创作故事。

## 剧情

### 公主听到奇怪的声音
公主被一个奇怪的挤压声吵醒。原来是她的主人理查德正在被妻子手动手淫。由于理查德服用了大量伟哥，妻子无法让他达到高潮。经过三小时的性活动后，妻子开始进行口交。当口交也未能成功时，理查德在电视上播放了一部色情电影。当色情电影也未能奏效时，他将频道切换到一个关于室内装饰的节目，节目中出现了克里斯托弗·洛厄尔，此时他达到了高潮。由于长时间的性活动，精液直接穿过了妻子的头部，导致她死亡。剧集以满身精液的狗打喷嚏结束，理查德问道：“我们该怎么办？”  

### 公主遇见警官
当天早上晚些时候，警察在勘察现场时，丈夫向负责调查的警官提供了有关犯罪现场的信息。警官表示，自伟哥上市以来，这是第18起类似事件。理查德随后去通知他的儿子汤米关于妻子的情况。与此同时，一名自称是验尸官的男子进入屋内，要求与尸体独处20分钟。实际上，他是一名恋尸癖者，并对尸体进行了肛交。公主试图告诉警官和他的搭档（模仿电视节目《灵犬莱西》），但他们以为狗发情了。公主随后进入汤米的房间，理查德试图向儿子解释发生的事情，但未能成功。公主吠叫，汤米以为狗在告诉他“去看妈妈”。剧集以汤米打开父母卧室门，发现恋尸癖者正在与母亲的尸体进行性行为而结束。 

### 公主找到一个红气球
```
在“遇见警官”一集的结尾，观众被邀请观看下一集“公主找到一个红气球”。然而，根据南方公园工作室的说法，由于前两集被拒绝，该集从未制作。  
[
2
]
```

## 发布
2001 年制作了两集并交给了 Shockwave 的负责人，但他们对呈现给他们的内容感到非常厌恶，因此这些剧集被搁置，从未发布过。直到现已停播的电视台Trio于 2004 年发布了讲述《公主》动画发展/搁置故事的纪录片“Shocked”，这些剧集才最终发布（不是由 Shockwave 制作，而是由Trio.TV 制作），并将这部未发布的节目推向了21世纪初的互联网观众。